# Kambyses II

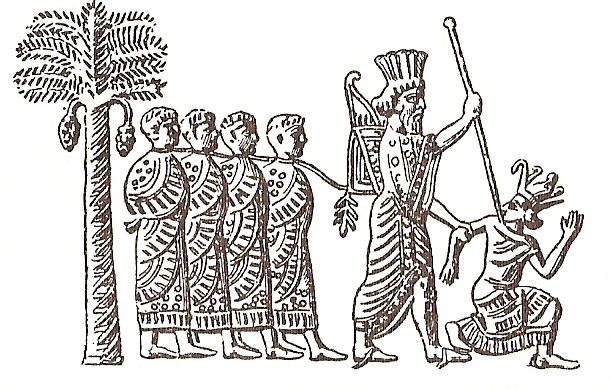
Kambyses betvingar farao Psammetikus III.
Bild från ett persiskt sigill, 500-talet f.Kr.

Kambyses II (persiska Kabuija), död 522 f.Kr., var en storkonung i Persien mellan 529 och 522 f.Kr. 
Kambyses, som var son till Kyros II och bror och make till Atossa, utvidgade sin fars rike genom att erövra Egypten 525 f.Kr. och försökte även invadera Etiopien utan att lyckas. Han efterträddes av Dareios I, Hystaspes son.

## Erövringen av Egypten
Kambyses erövring av Egypten skedde både till lands och till sjöss, med en flotta som hade uppbådats av fenicierna och grekerna i Mindre Asien. Efter slaget vid Pelusion år 525 f.Kr. underkuvades Egypten enkelt. Memfis erövrades år 524 f.Kr., och även de grekiska kolonierna Kyrene och Barka erkände persernas herravälde. Även Nubien lades under perserna.

## Vidare fälttåg
Från Egypten försökte Kambyses nu erövra kungariket Kush (i nuvarande Sudan), men efter stora förluster på grund av ökenklimatet och hungersnöd tvingades man återvända.
Kambyses hade även planer på att invadera Karthago, men då hans feniciska flotta inte ville angripa sina stamfränder gav han upp dessa planer.
En expedition till oasen Siwa misslyckades likaledes, enligt Herodotos för att en sandstorm blåste upp och begravde hela hären om 50 000 man. Även om de flesta egyptologer ser berättelsen som en myt har folk sökt efter kvarlevorna efter soldaterna i många år, bland andra László Almásy (på vilken romanen Den engelske patienten baserades) och den nutida geologen Tom Brown. Vissa tror att kvarlevorna kan ha återfunnits under en oljeprospektering år 2000.

## Kambyses som kung
Det egyptiska prästerskapet upplevde sin makt hotad av den persiska närvaron. I egyptiska och grekiska källor beskrivs Kambyses därför som en hänsynslös härskare över egyptierna. Han uppges ha visat förakt för deras religion, bland annat genom att döda eller såra den helige tjuren Apis. Kambyses grymhet är inte historiskt belagd, berättelserna kan grunda sig på illvillig propaganda av hans efterträdare Dareios och på att Herodotos källor var partiska egyptier. I själva verket lät Kambyses inte alls ha dödat Apisoxen utan under sin vistelse i Egypten hade han tvärtom vid dess död låta gravlägga den på sedvanligt sätt i en enorm stensarkofag. Också i övrigt visade han med sedvanlig akemenidisk tolerans samma vördnad för den egyptiska gudavärlden som hans far Kyros II givit prov på för Marduk efter Babyloniens fall 539 f.Kr.

## Kambyses död
Medan Kambyses befann sig i Egypten nåddes han av ett bud om ett uppror i Persien, under ledning av hans bror Bardiya (även kallad Smerdis). På tillbakatåget omkom han i Syrien vid vad som påstods vara en olyckshändelse då han när han skulle stiga till häst dödligt sårade sig i benet på sitt eget svärd. Kambyses begravdes i Pasargadae. Något som påstås vara rester av hans grav upptäcktes där år 2006.
Efter Kambyses död lämnade hans släkting och "lansbärare" Dareios Syrien och lyckades tillsammans med en liten grupp andra konspiratörer döda upprorsledaren och offentliggjorde sedan att denne inte alls varit Bardiya utan en bedragare som flera år tidigare hade dödat Bardiya och tagit hans plats. Hur den än förhöll sig med den saken så blev det Dareios som kom att bli Kambyses efterträdare.